# Fritz Erpenbeck

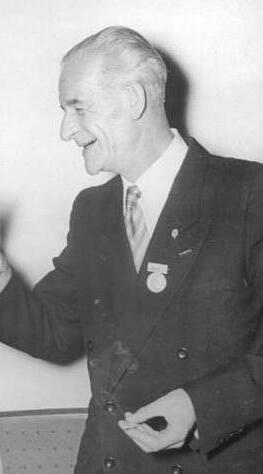
Fritz Erpenbeck

Fritz Erpenbeck (* 6. April 1897 in Mainz als Friedrich Johann Lambert Erpenbeck; † 7. Januar 1975 in Ost-Berlin) war ein deutscher Schriftsteller, Publizist und Schauspieler.

## Leben
Erpenbeck war der Sohn eines Elektromonteurs und späteren Ingenieurs. Er absolvierte in Osnabrück das Realgymnasium und, 1915 bis 1918 unterbrochen durch den Militärdienst im Ersten Weltkrieg, eine Ausbildung als Schlosser. Nach Kriegsende machte er bis 1921 in Osnabrück eine Schauspielausbildung. Seit 1920 war er in verschiedenen Engagements, unter anderen am Lessingtheater und der Piscator-Bühne in Berlin, wo er auch als Regisseur und Dramaturg wirkte. 1927 heiratete er die Schriftstellerin Hedda Zinner. Seit 1927 war er Mitglied der KPD. Seit 1929 arbeitete er auch journalistisch; von 1931 bis 1933 war er Chefredakteur der Satirezeitschrift Roter Pfeffer.
1933 emigrierte er zunächst nach Prag, 1935 mit seiner Frau in die Sowjetunion. Dort arbeitete er als Redakteur für verschiedene Zeitschriften, u. a. Das Wort und Internationale Literatur. Deutsche Blätter und wurde er Mitglied des Nationalkomitees Freies Deutschland (NKFD). Von 1935 bis 1937 schrieb er auch Beiträge für Die Weltbühne. Im Rahmen seiner Tätigkeit für das NKFD war er stellvertretender Chefredakteur des NKFD-Senders „Freies Deutschland“. Wegen dieser Funktion wählte man ihn für die Gruppe Ulbricht aus.
Am 30. April 1945, noch vor Kriegsende, kehrte Erpenbeck mit ihr nach Deutschland zurück, wo er 1946 der SED beitrat. Er gründete mit Bruno Henschel den Henschelverlag und war von 1946 bis 1958 Chefredakteur der Zeitschriften Theater der Zeit und Theaterdienst, die beide im Henschelverlag erschienen. Von 1946  bis 1973 arbeitete er wieder bei der Weltbühne mit.
Seit 1951 war er Leiter der Hauptabteilung Darstellende Kunst und Musik beim Ministerrat der DDR. Von 1959 bis 1962 war er Chefdramaturg der Berliner Volksbühne, danach lebte er als freier Schriftsteller. Er war „zeitlebens ein leidenschaftlicher Sozialist.“
Erpenbeck erhielt 1956 den Lessing-Preis der DDR, 1957 die Ernst-Moritz-Arndt-Medaille und 1972 die Ehrenspange zum Vaterländischen Verdienstorden.

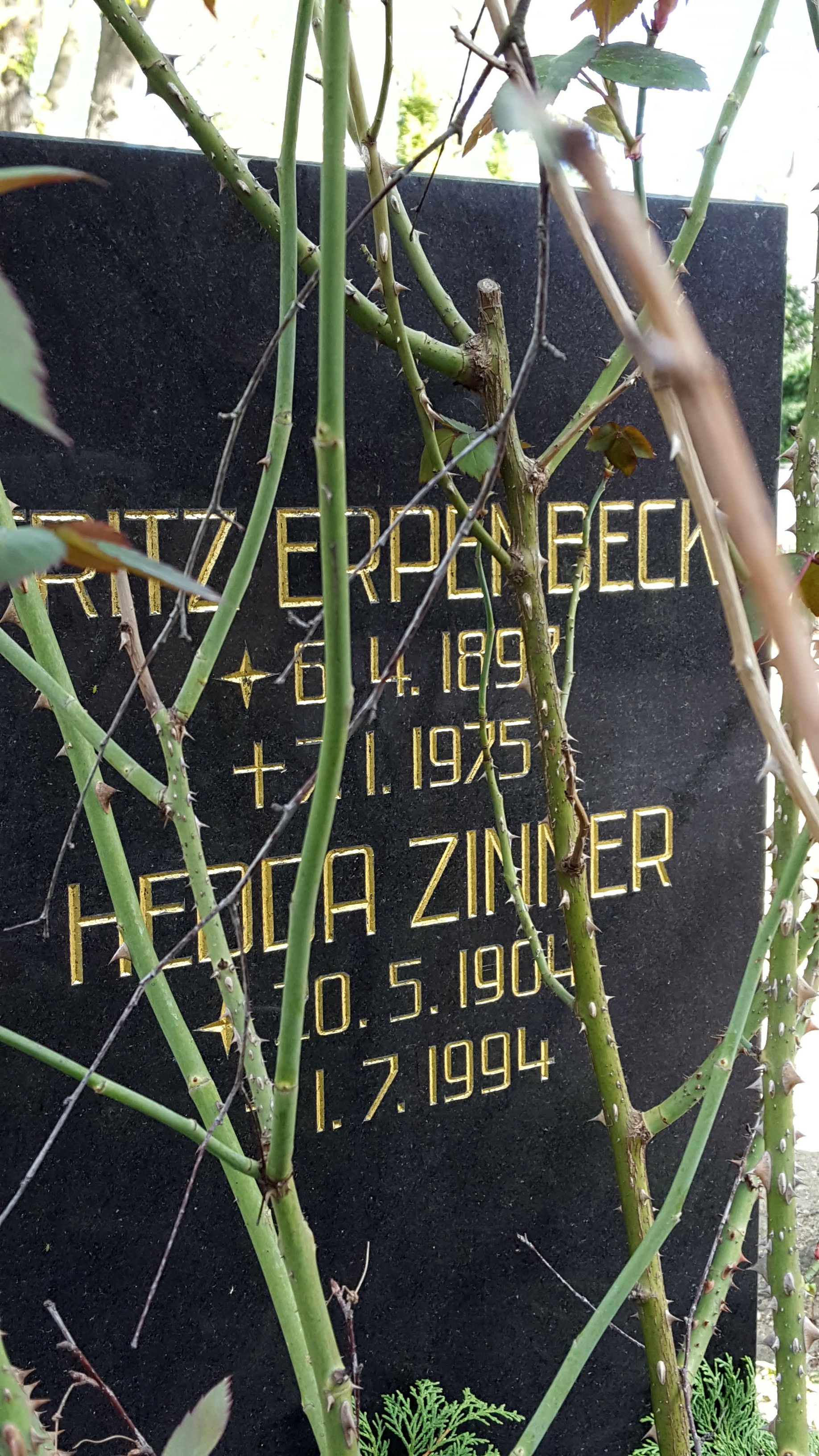
Grabstätte

Erpenbecks Grab befindet sich auf dem Dorotheenstädtischen Friedhof. Nach ihm ist eine Straße in Berlin-Pankow benannt.
Fritz Erpenbeck ist der Vater des Physikers, Philosophen und Schriftstellers John Erpenbeck, dessen Tochter Jenny Erpenbeck gleichfalls als Schriftstellerin bekannt wurde.

## Werke
- Aber ich wollte nicht feige sein, Erzählung, 1932
- Musketier Peters, Erzählung, 1936
- Emigranten, Roman, Moskau 1937
- Heimkehr, Novelle, 1939
- Deutsche Schicksale, Erzählungen, 1939
- Kleines Mädel im großen Krieg, Erzählung, 1940
- Gründer, Roman, Moskau 1941 (= Band I)
- Gründer, Roman (Band I und II), Berlin 1945 und 1949
- Lebendiges Theater, Aufsätze und Kritiken, 1949
- Wilhelm Pieck. Ein Lebensbild, 1951
- M. Linzer (Hrsg.) Aus dem Theaterleben. Aufsätze und Kritiken, 1959
- Künstlerpension Boulanka, Kriminalroman, Gelbe Reihe 1964 (1964 verfilmt als Pension Boulanka)
- Vorhang auf!, Anekdoten und Geschichten, 1965
- Tödliche Bilanz, Kriminalroman, 1965
- Aus dem Hinterhalt, Kriminalroman, 1967
- Nadeln im Heu, Kriminalroman, 1968
- Der Fall Fatima, Kriminalroman, 1969

## Filmografie (Auswahl)
als Nebendarsteller
- 1932: Kuhle Wampe oder: Wem gehört die Welt?

als Texter
- 1946: Einheit SPD – KPD (Dokumentarfilm, Leitung: Kurt Maetzig)

als Drehbuchautor
- 1964: Pension Boulanka

## Theater (Regie)
- 1960: Helmut Franke: Zimmer 13 – (Volksbühne Berlin – Theater im 3. Stock)
- 1960: August Strindberg: Paria – (Volksbühne Berlin – Theater im 3. Stock)